# Reinhard Brudöhl
Reinhard Brudöhl (* 11. November 1943 in Mühlhausen; † 22. August 1965 in Sommersdorf) war ein Todesopfer an der innerdeutschen Grenze.

## Leben
Der gelernte Optiker Brudöhl wurde im Mai 1965 zu den Grenztruppen der DDR eingezogen. Am 22. August 1965 war er zusammen mit seinem Postenführer, dem Unteroffizier Wieland K., zum Grenzdienst eingesetzt. Plötzlich richtete er unvermittelt die durchgeladene Maschinenpistole auf Wieland K. und forderte diesen zur gemeinsamen Flucht in die Bundesrepublik auf. Wieland K. warf sich blitzartig zu Boden und schlug im Fallen Brudöhls Maschinenpistole zur Seite. Dadurch löste sich ein Feuerstoß aus der Waffe Brudöhls. Wieland K. gab daraufhin im Liegen und aus nächster Nähe drei Schüsse auf seinen Posten ab. Sie trafen Reinhard Brudöhl in den Oberkörper. Wieland K. rannte davon und verständigte über das Grenzmeldenetz die Grenzkompanie. Ein kurz darauf eintreffender Suchtrupp fand die Leiche Brudöhls.
Ein Verfahren gegen Wieland K. wurde in den 1990er Jahren eingestellt, da er in Notwehr gehandelt habe.